# Варшавський тролейбус
Варшавський тролейбус — закрита тролейбусна мережа в столиці Польщі Варшаві, що діяла з 1 травня 1946 по 29 червня 1973 та з 6 січня 1983 по 31 серпня 1995 роки.

## Історія
У березні 1945 року СРСР передав Варшаві 30 машин ЯТБ-2. 1946 року з 30 тролейбусів ЯТБ-2 введено в експлуатацію лише 23, у підсумку 28 пройшли капітальний ремонт. Вважається що тролейбуси, швидше за все, надійшли з Москви, а можливо, з Києва або Гдині, Познані та інших міст, куди німецько-фашистські окупанти привозили захоплені тролейбуси під час Другої світової війни. Переважно мережу було побудовано спеціально для тролейбусів, а автобусне депо на вулиці Лазєнковській було перебудовано, адаптувавши його під потреби тролейбусів. Тролейбус відмінно зарекомендував себе в умовах відновлюваної після масштабних військових руйнувань столиці. Деякі маршрути працювали лише тимчасово. У зв'язку з реконструкцією Варшави, в різних частинах міста тягу встановлювали на дерев'яних стовпах, оскільки напрямок реконструкції змінювався, маршрут і тяга відразу найчастіше переносилися.
1 травня 1946 року відкритий рух на перших двох тролейбусних лініях, які були позначені літерами А (пізніше — № 54) та Б (№ 53). 15 березня 1946 року відкрита третя лінія С (закрита — 15 грудня 1946 року).

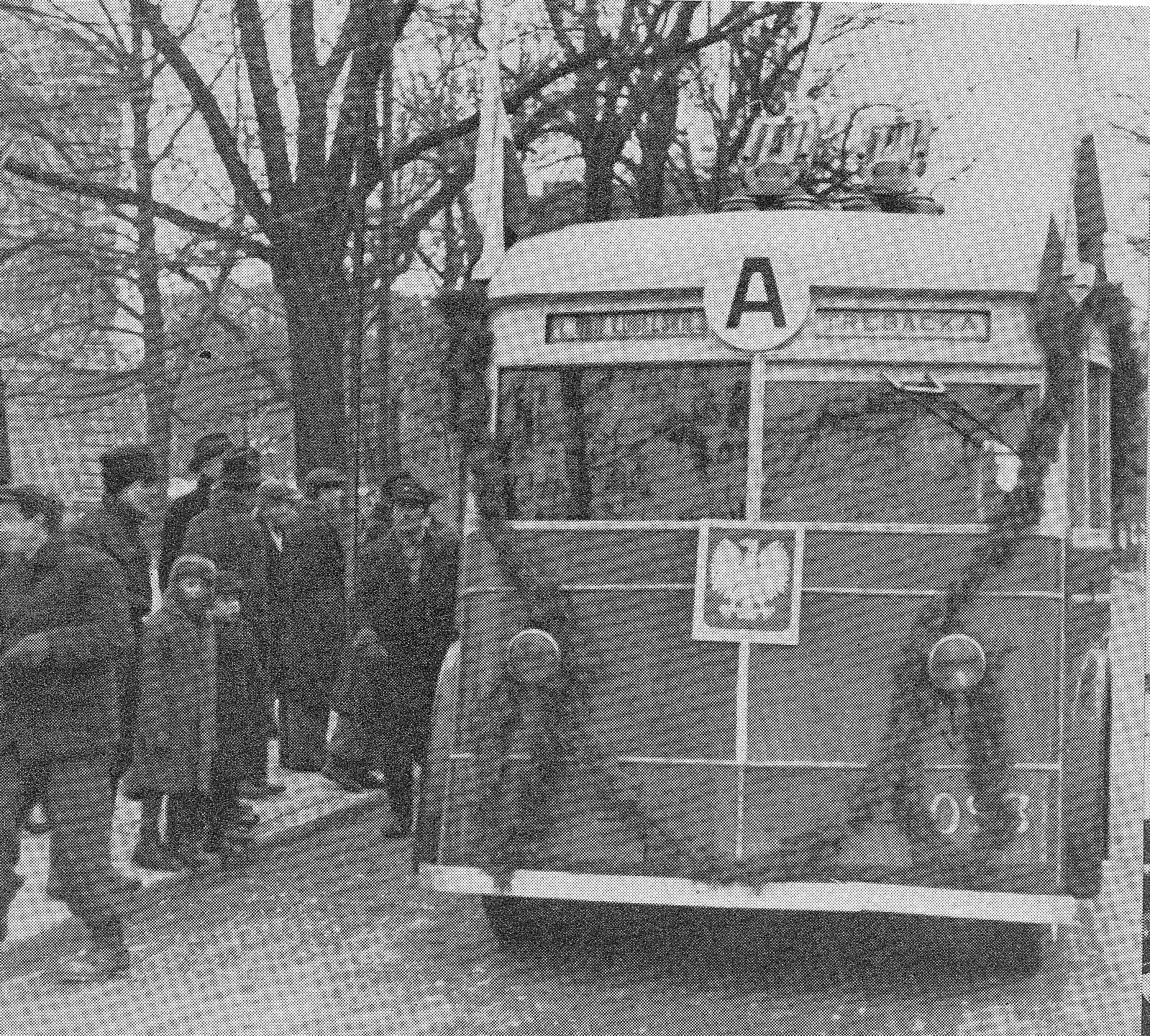
Відкриття лінії А (1946)

У листопаді 1947 року перші французькі тролейбуси типу ВБРХ надійшли на варшавськиваршавське підприємство МЗК. Їх поставки тривли до квітня 1948 року. Перша партія складалася з 15 тролейбусів. Лише для Варшави закуплено 25, їх також доставляли до Познані (частину з них згодом поставив варшавський МЗК) та Гдині.

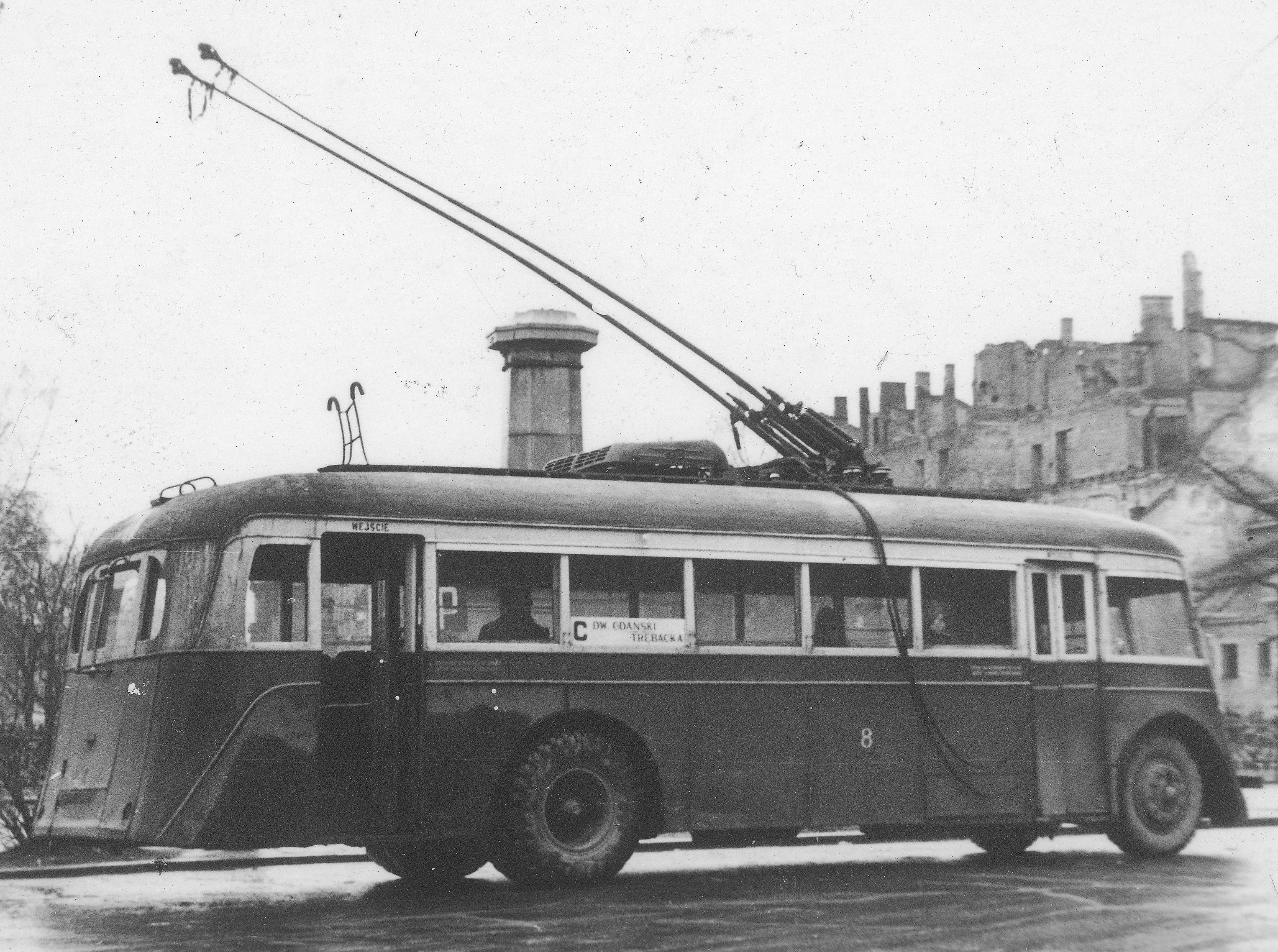
ЯТБ-2 (№ 6)

20 грудня 1947 року вдруге запущено третю тролейбусну лінію С (пізніше — № 51 на лінії С).
У 1947 році було прокладено 4,9 км тролейбусної лінії на вулицях Траугутта, Краківське передмістя, Міодова та Боніфратерська, проте водночас було демонтовано 5,1 км мережі від вулиць Вєжбової, Білянської та Налевкі. Протяжність тролейбусної мережі становила 15,4 км.
1948 року відбулася зміна літерного позначення на діапазон цифр від 51 до 99, зарезервований для лінії цього виду транспорту.
24 жовтня 1948 року відкрита тролейбусна лінія № 52.
У червні 1949 року на підприємстві MZK налічувалося в експлуатації 32 тролейбуси, з яких у справному стані залишилося лише 16. 22 липня 1949 року до Варшави надійшли ще 10 нових французьких тролейбусів моделі «Vetra».

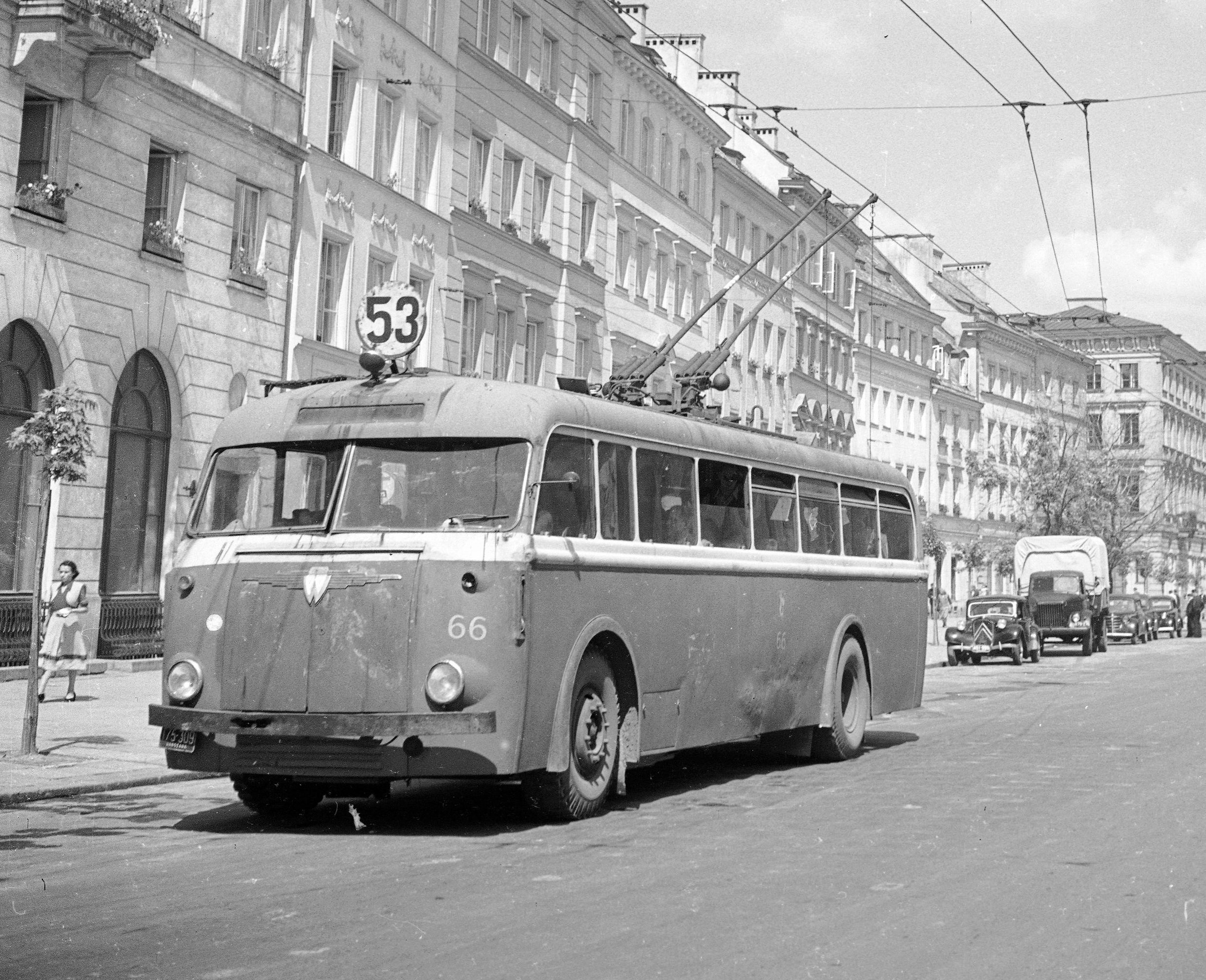
Тролейбус LOWA W602a (№ 66) рна лінії № 53

10 лютого 1949 року відкрита тролейбусна лінія № 55.
26 жовтня 1950 року демонтована лінія на алеї Уяздовські, на площі Тршек Кшижи та на вулиці Брацка. З цих вулиць тролейбуси перевели на вулиці Кручу та Пєкну.
1951 року два тролейбуси Lowa W601 доставлені для випробувань із заводу у Вердау (НДР).
21 січня 1952 року відкрита тролейбусна лінія № 56.
1952 року у Німецькій Демократичній Республіці придбано 30 тролейбусів «Lowa». Це дозволило поступово вивести з експлуатації залишки тролейбусів ЯТБ-2 радянського виробництва та провести їх капітальний ремонт з метою перевезення до Любліна.
22 липня 1953 року варшавський ЯТБ-2 відкрив тролейбусний рух в Любліні. Один тролейбус ЯТБ-2 залишався у Варшаві, як «технічна допомога».
1954 року до Варшави надійшов для тестування тролейбус Škoda 7Tr, який успішно пройшов випробування, а через рік була придбана його більш легка і швидка версія Škoda 8Tr.
19 грудня 1954 року на вулицях Варшави з'явився угорський зчленований тролейбус.
1955 року з Чехословаччини почали надходити тролейбуси Škoda 8Tr.
Наприкінці листопада 1959 року у Варшаві налічувалося 78 тролейбусів різних моделей, введено в експлуатацію депо «Хелмська».

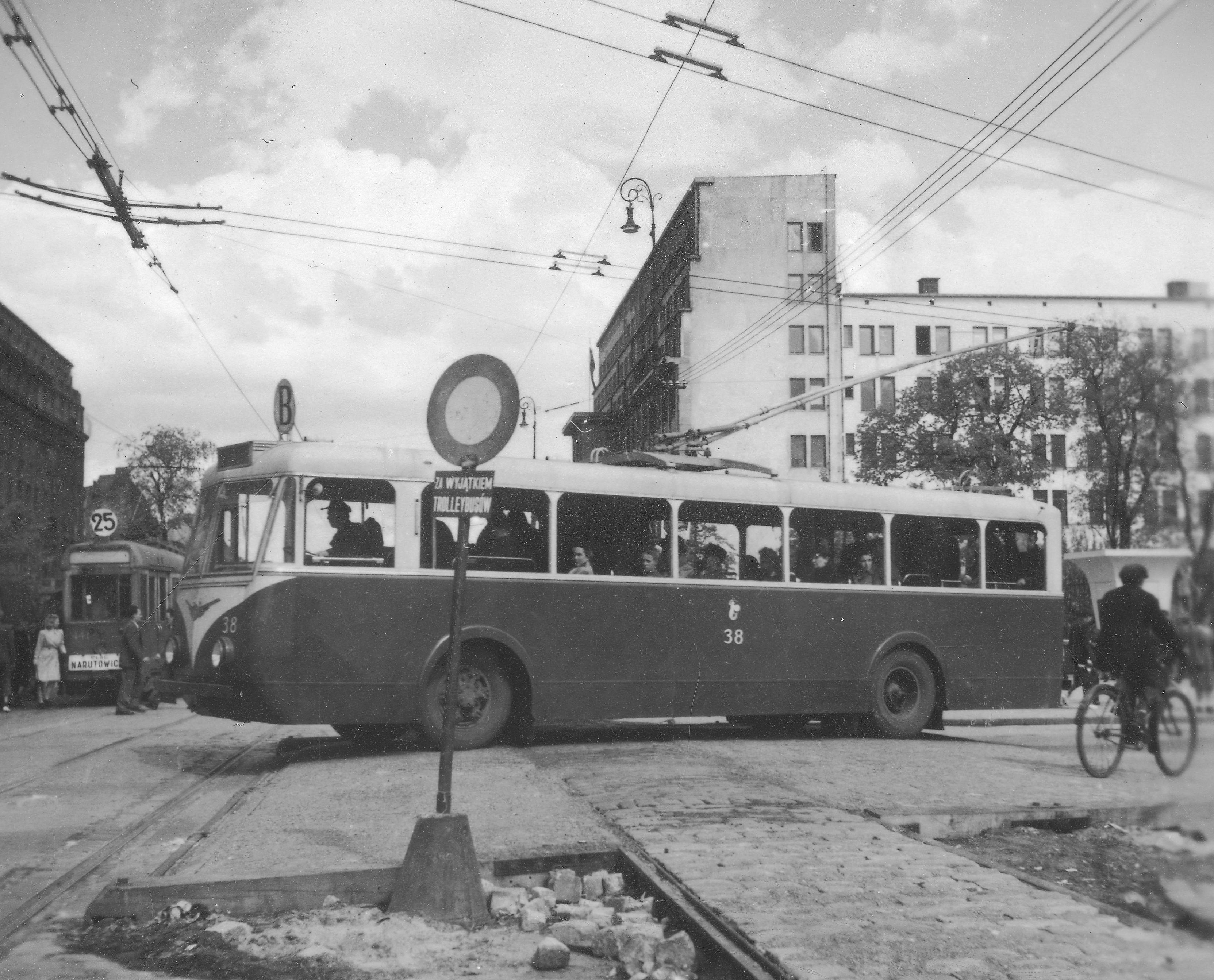
Тролейбус «VETRA VBRh» (№ 38) на лінії В (1948)

1960 рокус в експлуатації перебувало 86 тролейбусів, з них 20 тролейбусів потребували списання, але через неможливість придбання нових тролейбусів вони ще перебували в експлуатації. Загальна протяжність тролейбусних ліній становила 41 км.
1962 року до Варшави почали надходити тролейбуси Škoda 9Tr. Станом на 1962 рік у Варшаві експлуатувалося 127 машин, це була найбільша кількість тролейбусів за весь час експлуатації.
У 1962—1963 роках техніки та інженери ремонтної майстерні побудували зчленований тролейбус «Шкода-Ветра». Цей 160-місний тролейбус створено з відремонтованої Škoda 8Tr та залишків вживаного тролейбуса марки «Ветра» 1948 року випуску. Зовнішній вигляд був досить своєрідний, а саме два тролейбуси, які були з'єднані шарнірним з'єднанням з чотирьох вісів.
1963 року почалася повільна підготовка до ліквідації тролейбусних ліній.
5 березня 1967 року лінія № 55 була ліквідована, що дало початок про «згортання» тролейбусних ліній у Варшаві.

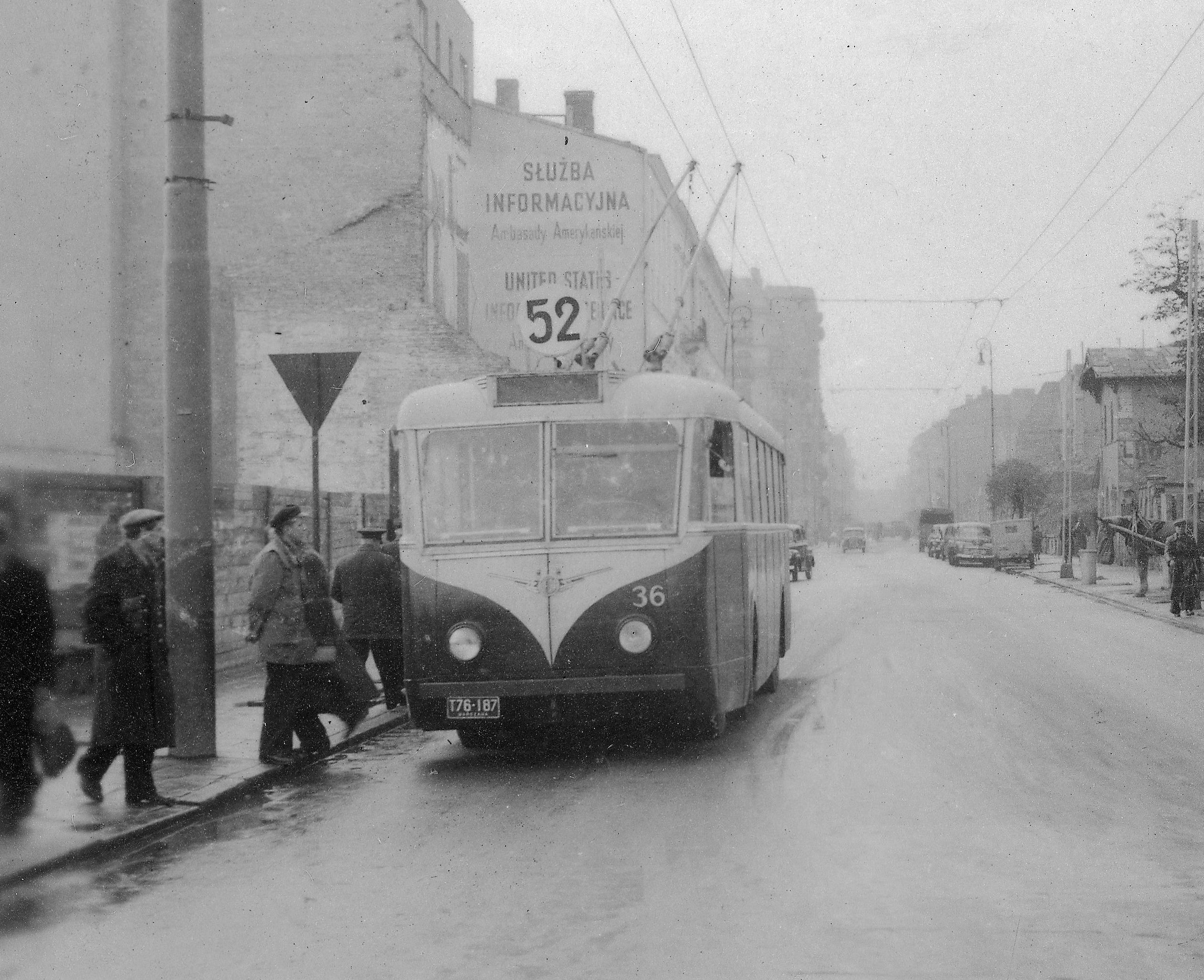
VETRA VBRh (№ 36) на лінії № 52

1970 року тролейбусний рух було представлено вже двома лініями.
1972 року в робочому стані залишилася лише лінія № 52 на маршруті «Вул. Хелмська — Площа Завіша» (закрита 29 червня 1973 року).
31 липня 1973 року були розпочаті роботи з демонтажу тролейбусних ліній у Варшаві.

Схема тролейбусних маршрутів Варшави (1946—1973)

9 липня 1976 року Рада Міністрів приймає постанову, що зобов'язувала канцелярію міста Варшави для відновлення будівництва тролейбусної лінії Warszawa (Південний вокзал) — Piaseczno (ul. Szkolna). Рішення прийнято у зв'язку з будівництвом заводу телевізорів «Polkolor» (нині — «Thomson»).
8 липня 1977 року експериментальний тролейбус ER100, з подвійним електричним та дизельним паливом, виїхав на вулицю Влосцянську від заводу Т-4. Це був перший і останній варшавський тролейбус, побудований на базі автобуса «Berliet PR100». Він розвивав швидкість 25-30 км/год на додатковому двигуні внутрішнього згоряння, яким він був оснащений, через вулицю Столечну до вулиці Ставки, де спеціально для тестування нового тролейбуса була змонтована  контак тна мережа. Незвичайне технічне рішення полягало в тому, щоб забезпечити меншу відмовність цього виду транспорту під час руху по місту. Під'їхавши до будівлі факультету психології Варшавського університету, тролейбус поставили біля перехрестя з вулицею Marchlewskiego (Jana Pawła II). Під час випробувань тролейбус розганявся до 60 км/год, проте, якби дільниця була завдовшою, то, ймовірно, швидкість досягла б близько 70-80 км/год.
1978 року розпочато будівництво тролейбусної лінії від Південного вокзалу до Пясечно по вулиці Пулавській.
1979 року на кафедрі електротяги Електротехнічного інституту розпочато роботу над тролейбусом PR110UE (на базі міського автобуса Jelcz PR110E). Затримки в будівництві лінії до Пясечно означали, що транспортний засіб випробували з 1981 року в Гдині та Любліні. Роботи над проєктом вів інженер Зігмунт Гізінський. Команда проєктувальників складалася з інженерів: Едварда Брамсона, З. Даніелевича, П. Голембєвського, М. Штерна. В результаті їхньої роботи був створений тролейбус Jelcz/KPNA PR110E.
1981 року підприємство «Biuro Planowania Rozwoju Warszawy» запланувало відкрити додаткові тролейбусні лінії, які ведуть від залізничної станції в Пясечно до сучасної вулиці Окуліцького, поруч із Полколором, з поворотом за цвинтарем і ведуть до Констанцина, від Констанцина по дорозі, через Єзерну, до село Повсин і там над набережною Вісли (тоді ще були поля та городи до майбутньої станції метро «Кабати»), з метою часткової, принаймні планової, реконструкції сполучення на маршрутах ліквідованих вузькоколійних залізниць.
У березні 1983 року завершено роботи в депо Р-12 «Пясечно» на 300 тролейбусів та автобусів, яке будувалося з перервами з 1977 року.
6 січня 1983 року відкритий тролейбусний рух на двох вулицях Варшави — Пулавській та частково Вілановській. Частково це стало можливим завдяки другому радянському подарунку в історії у вигляді 30 машин ЗіУ-682УП/ЗіУ-682В. Лінія отримала № 51 завдожки 12,9 км. Рухомий склад збирали на сучасному тролейбусно-автобусному депо Р-12 у Пясечно-Івічній. Створення цієї лінії було викликано будівництвом великого заводу телевізорів «Полколор» у Пясечно, який потребував швидкого сполучення з Варшавою.
Наприкінці 1983 року три тролейбуса Jelcze PR110T були доставлені з Електротехнічного інституту в Мендзилессі, які більше року випробовувалися у варшавському підприємстві «ZTM» (пол. Zarząd Transportu Miejskiego). Їх роботою керували співробітники кафедри електротяги Електротехнічного інституту інженери З. Даніелевич і П. Голембєвський.

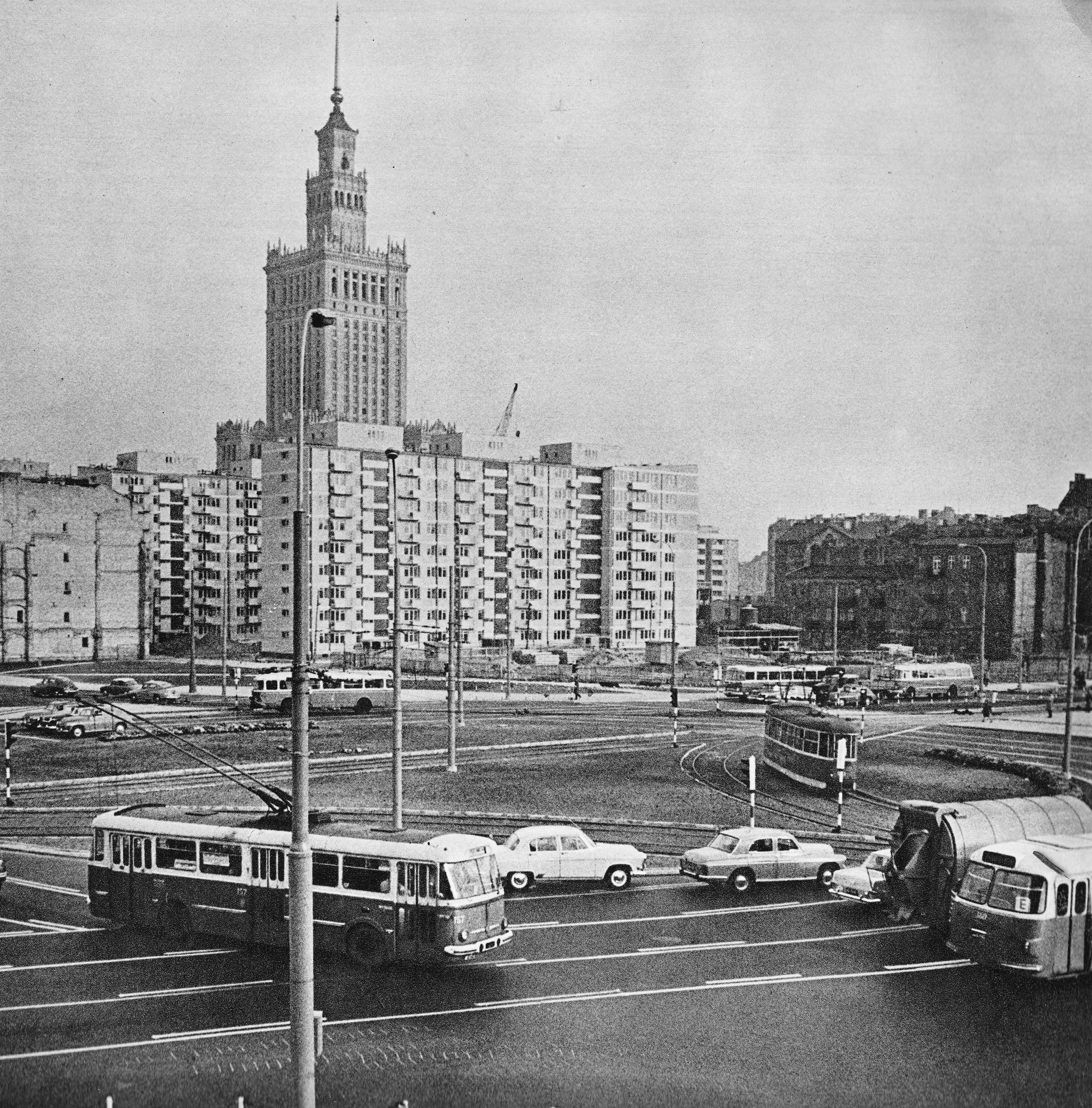
Škoda 9Tr на Рондо ОНЗ (1960-ті роки)

1984 року надійшов четвертий Jelcz PR110E на випробування. 1989 року відбулося перше спорадичне поповнення рухомого складу Jelcz PR110E.
1991 року уШвейцарії були придбані тролейбуси Saurer 4TIILM, з причепами Moser/FFA 1966 року випуску. При цьому залишки тролейбусів ЗіУ-682Б були відправлені в Мінськ (Білорусь). Швейцарські тролейбуси раніше експлуатувалися в місті Санкт-Галлен і були  кремово-зеленого кольору.
1995 року мешканців вулиць Пулавської та Пясечно переконали у перевазі ліквідації тролейбусного сполучення, натомість запустити автобусне сполучення.
31 серпня 1995 року — останній день роботи тролейбуса у Варшаві. Церемонія закриття відбулася під сильним дощем на Південному залізничному вокзалі. У заході, який транслював Варшавський телевізійний центр, взяла участь радше молодь.

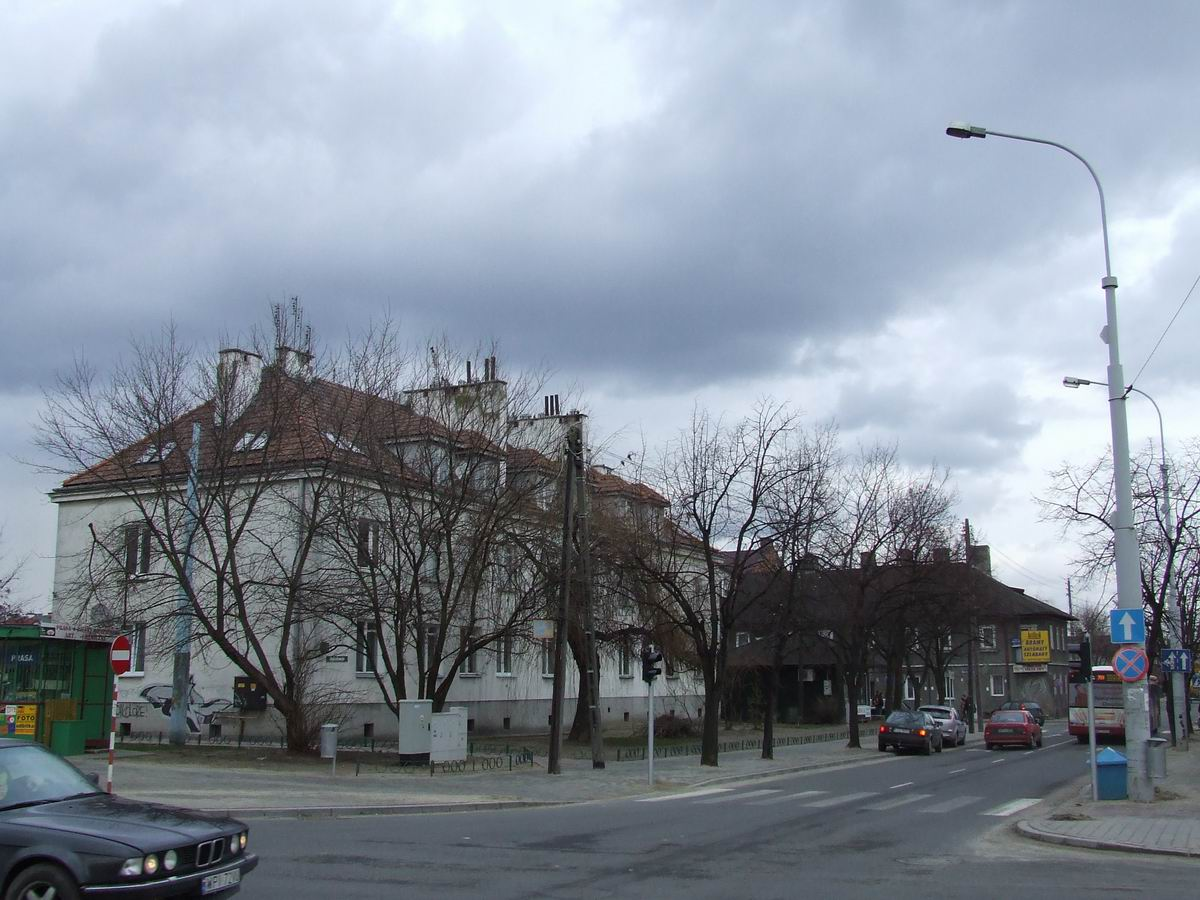
Центр Пясечно — колишня тролейбусна лінія (2007)

24 жовтня 2000 року, близько 21:00-22:00, розпочався демонтаж контактної мережі від залізничного віадука в Пясечно у напрямку Варшави за допомогою двох вагонів-вишок із Сілезії, суборендованих компанією «Kromis-Bis» з Ченстохова, яка виграла тендер на демонтаж мережі. За два тижні вся тягова мережа була демонтована, а опорні кронштейни були доставлені на вулицю Табір, на металобрухт, звідки відправляли на металургійний завод.
У листопаді 2000 року оголошено тендер на списані тролейбуси та причепи, які з 1995 року перебували на зберіганні в депо «Пясечно».
У липні 2001 року за повідомленням «Gazeta Wyborcza», Рада Варшави схвалила поправку щодо можливості експорту на металобрухт пошкоджених корозією тролейбусів, натомість були пошкоджені корозією лише тролейбуси Jelcze PR110T. Тим не менше знайшлися люди, які придбали або отримали історичний рухомий склад безкоштовно.

## Маршрути

Маршрутовказівник тролейбуса № 51 (1983—1995)

За весь час існування тролейбусної мережі обслуговували такі лінії (пол.):
| Колишні тролпейбусні лінії Варшави (1946—1995) | Колишні тролпейбусні лінії Варшави (1946—1995) | Колишні тролпейбусні лінії Варшави (1946—1995) | Колишні тролпейбусні лінії Варшави (1946—1995) |
| Дата                                           | № лінії                                        | Маршрут руху | Примітки |
| ---------------------------------------------- | ---------------------------------------------- | --- | --- |
| 05.01.1946                                     | A                                              | TRĘBACKA — pl. Piłsudskiego — pl. Małachowskiego — Kredytowa — Jasna — Zgoda — Bracka — pl. Trzech Krzyży — Al. Ujazdowskie — Al. Szucha — PL. UNII LUBELSKIEJ (поворот: PL. UNII LUBELSKIEJ — Bagatela — Al. Ujazdowskie) | Відкриття лінії |
| 08.01.1948                                     | A                                              | TRĘBACKA — pl. Piłsudskiego — pl. Małachowskiego — Kredytowa — Jasna — Zgoda — Bracka (powrót: Bracka — Szpitalna — pl. Powstańców Warszawy — Mazowiecka — Traugutta) — pl. Trzech Krzyży — al. Ujazdowskie — al. Szucha — PL. UNII LUBELSKIEJ (поворот: PL. UNII LUBELSKIEJ — Bagatela — al. Ujazdowskie)                                                                    | Запровадження одностороннього руху на вузьких вулицях Середмістя |
| 28.11.1948                                     | A                                              | | Ліквідація лінії, перейменована на лінію № 54 |
| 05.01.1946                                     | B                                              | TRĘBACKA — pl. Piłsudskiego — pl. Małachowskiego — Kredytowa — Jasna — Zgoda — Bracka — pl. Trzech Krzyży — al. Ujazdowskie — Piękna — Myśliwiecka — ŁAZIENKOWSKA | |
| 08.01.1948                                     | B                                              | TRĘBACKA — pl. Piłsudskiego — pl. Małachowskiego — Kredytowa — Jasna — Zgoda — Bracka (поворот: Bracka — Szpitalna — pl. Powstańców Warszawy — Mazowiecka — Traugutta) — pl. Trzech Krzyży — al. Ujazdowskie — Piękna — Myśliwiecka — ŁAZIENKOWSKA | |
| 28.11.1948                                     | B                                              | | Ліквідація лінії, перейменована на лінію № 53 |
| 15.03.1946                                     | C                                              | DW. GDAŃSKI — Sierakowska — Muranowska — Nalewki — Bielańska — Wierzbowa — pl. Piłsudskiego — pl. Małachowskiego — Kredytowa — Jasna — Zgoda — Bracka — pl. Trzech Krzyży — al. Ujazdowskie — al. Szucha — PL. UNII LUBELSKIEJ (поворот: PL. UNII LUBELSKIEJ — Bagatela — al. Ujazdowskie)                                                                                    | Відкриття лінії |
| 15.12.1946                                     | C                                              | Будівництво лінії по ul. Anders — ліквідація тролейбусної лінії через ul. Nalewki | Запровадження одностороннього руху на вузьких вулицях Середмістя |
| 20.12.1947                                     | C                                              | DW. GDAŃSKI — Bonifraterska — Miodowa — Krakowskie Przedmieście — KRAKOWSKIE PRZEDMIEŚCIE / TRĘBACKA | |
| 17.01.1948                                     | C                                              | DW. GDAŃSKI — Bonifraterska — Miodowa — Krakowskie Przedmieście — Traugutta — Kredytowa — Jasna — Zgoda — Bracka (поворот: Bracka — Szpitalna — pl. Powstańców Warszawy — Mazowiecka — Traugutta) — pl. Trzech Krzyży — al. Ujazdowskie — al. Szucha — PL. UNII LUBELSKIEJ (powrót: PL. UNII LUBELSKIEJ — Bagatela — al. Ujazdowskie)                                         | |
| 06.07.1948                                     | C                                              | TRĘBACKA — pl. Piłsudskiego — pl. Małachowskiego — Kredytowa — Jasna — Zgoda — Bracka (поворот: Bracka — Szpitalna — pl. Powstańców Warszawy — Mazowiecka — pl. Małachowskiego) — pl. Trzech Krzyży — al. Ujazdowskie — Al. Szucha — PL. UNII LUBELSKIEJ (powrót: PL. UNII LUBELSKIEJ — Bagatela — al. Ujazdowskie)                                                           | Закриття лінії вулицею Miodowa через загрозу руйнації на перетині з вулицями Miodowej та Długiej |
| 22.09.1948                                     | C                                              | | Ліквідація лінії через дублювання з лінією А |
| 08.10.1948                                     | C                                              | | Ліквідація лінії, перейменований на № 51 |
| 08.10.1948                                     | 51                                             | DW. GDAŃSKI — Bonifraterska — Miodowa — Krakowskie Przedmieście — Traugutta — Kredytowa — Jasna — Zgoda — Bracka (поворот: Bracka — Szpitalna — pl. Powstańców Warszawy — Mazowiecka — Traugutta) — pl. Trzech Krzyży — al. Ujazdowskie — al. Szucha — PL. UNII LUBELSKIEJ (поворот: PL. UNII LUBELSKIEJ — Bagatela — al. Ujazdowskie)                                        | Перейменування лінії С |
| 02.06.1949                                     | 51                                             | PL. MAŁACHOWSKIEGO — Kredytowa — Jasna — Zgoda — Bracka (powrót: Bracka — Szpitalna — pl. Powstańców Warszawy — Mazowiecka — PL. MAŁACHOWSKIEGO) — pl. Trzech Krzyży — al. Ujazdowskie — al. Szucha — PL. UNII LUBELSKIEJ (поворот: PL. UNII LUBELSKIEJ — Bagatela — Al. Ujazdowskie)                                                                                         | Скорочення маршруту — закриття ul. Miodowej через будівництво траси Схід — Захід |
| 27.06.1949                                     | 51                                             | MIODOWA – Krakowskie Przedmieście — Traugutta — Kredytowa — Jasna — Zgoda — Bracka (поворот: Bracka — Szpitalna — pl. Powstańców Warszawy — Mazowiecka — Traugutta) — pl. Trzech Krzyży — al. Ujazdowskie — al. Szucha — PL. UNII LUBELSKIEJ (поворот: PL. UNII LUBELSKIEJ — Bagatela — al. Ujazdowskie)                                                                      | Відкриття нової лінії на skwerze Hoovera |
| 27.11.1949                                     | 51                                             | DW. GDAŃSKI — Bonifraterska — Miodowa — Krakowskie Przedmieście — Traugutta — Kredytowa — Jasna — Zgoda — Bracka (поворот: Bracka — Szpitalna — pl. Powstańców Warszawy — Mazowiecka — Traugutta) — pl. Trzech Krzyży — al. Ujazdowskie — al. Szucha — PL. UNII LUBELSKIEJ (поворот: PL. UNII LUBELSKIEJ — Bagatela — al. Ujazdowskie)                                        | Відкриття руху на ul. Miodowej |
| 01.10.1950                                     | 51                                             | DW. GDAŃSKI — Bonifraterska — Miodowa — Krakowskie Przedmieście — Traugutta — Kredytowa — Jasna — Zgoda — Krucza (поворот: Krucza — Szpitalna — pl. Powstańców Warszawy — Mazowiecka — Traugutta) — Piękna — Myśliwiecka — Łazienkowska — ŁAZIENKOWSKA | Відкриття нової лінії через вул. Круча, тимчасово оминаючі від пл. Люблінської унії |
| 26.10.1950                                     | 51                                             | DW. GDAŃSKI — Bonifraterska — Miodowa — Krakowskie Przedmieście — Traugutta — Kredytowa — Jasna — Zgoda — Krucza (поворот: Krucza — Szpitalna — pl. Powstańców Warszawy — Mazowiecka — Traugutta) — Piękna — al. Ujazdowskie — al. Szucha — PL. UNII LUBELSKIEJ (поворот: PL. UNII LUBELSKIEJ — Bagatela — al. Ujazdowskie)                                                   | Відновлення руху на pl. Unii Lubelskiej |
| 01.08.1964                                     | 51                                             | DW. GDAŃSKI — Bonifraterska — Miodowa — Krakowskie Przedmieście — Traugutta – Kredytowa — Jasna — Zgoda — Krucza (powrót: Krucza — Szpitalna — pl. Powstańców Warszawy — Mazowiecka — Traugutta) — Piękna — al. Ujazdowskie — al. Szucha — PL. UNII LUBELSKIEJ (поворот: PL. UNII LUBELSKIEJ — Bagatela — Al. Ujazdowskie)                                                    | Запровадження безкондукторного обслуговування |
| 05.03.1967                                     | 51                                             | | Ліквідація лінії до pl. Unii Lubelskiej, як перший етап ліквідації тролейбусної мережі у Варшаві. Приймання рухомого складу на лініях № 53 i 53bis                                                                 |
| 01.06.1983                                     | 51                                             | WILANOWSKA — Puławska — Iwiczna: Puławska — Piaseczno: Puławska — PIASECZNO SZKOLNA (поворот: PIASECZNO SZKOLNA — Chyliczkowska — Armii Krajowej — Puławska) | Відкриття лінії |
| 01.09.1995                                     | 51                                             | | Ліквідація лінії |
| 24.10.1948                                     | 52                                             | PL. ZAWISZY — Koszykowa — Piękna — Myśliwiecka — ŁAZIENKOWSKA | Відкриття лінії |
| 20.06.1951                                     | 52                                             | PL. ZAWISZY — Koszykowa — Piękna — Poznańska — Wilcza — Krucza — Piękna — Myśliwiecka — ŁAZIENKOWSKA | Об'їзд, пов'язаний з будівництвом MDM |
| 21.01.1952                                     | 52                                             | PL. ZAWISZY — Koszykowa — Piękna — Poznańska — Wilcza — Krucza — Piękna — Myśliwiecka — Łazienkowska — Czerniakowska — CHEŁMSKA | Продовження лінії, з метою покращення сполучення Czerniakowa з Śródmieściem |
| 07.07.1952                                     | 52                                             | ul. MIODOWA — Krakowskie Przedmieście — Traugutta — Kredytowa — Jasna — Zgoda — Krucza (поворот: Krucza — Szpitalna — pl. Powstańców Warszawy — Mazowiecka — Traugutta — Piękna — Myśliwiecka — Łazienkowska — ul. Czerniakowska — CHEŁMSKA | Перенесення лінії на ul. Koszykowej та Pięknej |
| 22.07.1952                                     | 52                                             | PL. ZAWISZY — Koszykowa — Piękna — Myśliwiecka — Łazienkowska — Czerniakowska — CHEŁMSKA | Відкриття MDM. Нова траса по ul. Koszykowej та Pięknej |
| 30.07.1956                                     | 52                                             | PL. ZAWISZY — Koszykowa — Piękna — Myśliwiecka — Łazienkowska — Czerniakowska — PODCHORĄŻYCH | Лінію скорочено через реконструкцію трамвайної лінії до Wilanowa |
| 09.02.1958                                     | 52                                             | PL. ZAWISZY — Koszykowa — Piękna — Myśliwiecka — Łazienkowska — Czerniakowska — CHEŁMSKA | Відновлення старої траси лінії |
| 01.08.1946                                     | 52                                             | PL. ZAWISZY — Koszykowa — Piękna — Myśliwiecka — Łazienkowska — Czerniakowska — CHEŁMSKA | Запровадження безкондукторського обслуговування |
| 01.07.1973                                     | 52                                             | | Ліквідація лінії. Лінію обслуговує автобусний маршрут № 183 |
| 05.03.1967                                     | 52 bis                                         | PL. ZAWISZY — Koszykowa — Piękna — Myśliwiecka — ŁAZIENKOWSKA | Відкриття допоміжної лінії для лінії № 52 |
| 11.06.1972                                     | 52 bis                                         | | Ліквідація лінії |
| 28.11.1948                                     | 53                                             | TRĘBACKA — pl. Piłsudskiego — pl. Małachowskiego — Kredytowa — Jasna — Zgoda — Bracka (поворот: Bracka — Szpitalna — pl. Powstańców Warszawy — Mazowiecka — Traugutta) — pl. Trzech Krzyży — al. Ujazdowskie — Piękna — Myśliwiecka — ŁAZIENKOWSKA | Колишня лінія B |
| 27.06.1949                                     | 53                                             | MIODOWA — Krakowskie Przedmieście — Traugutta — Kredytowa — Jasna — Zgoda — Bracka (поворот: Bracka — Szpitalna — pl. Powstańców Warszawy — Mazowiecka — Traugutta) — pl. Trzech Krzyży — al. Ujazdowskie — Piękna — Myśliwiecka — ŁAZIENKOWSKA | Відкриття нової лінії біля skwerze Hoovera |
| 22.07.1949                                     | 53                                             | DW. GDAŃSKI — Bonifraterska — Miodowa — Krakowskie Przedmieście — Traugutta — Kredytowa — Jasna — Zgoda — Bracka (поворот: Bracka — Szpitalna — pl. Powstańców Warszawy — Mazowiecka — Traugutta) — pl. Trzech Krzyży — al. Ujazdowskie — Piękna — Myśliwiecka — ŁAZIENKOWSKA                                                                                                 | Продовження нової лінії |
| 01.10.1950                                     | 53                                             | DW. GDAŃSKI — Bonifraterska — Miodowa — Krakowskie Przedmieście — Traugutta — Kredytowa — Jasna — Zgoda — Krucza (поворот: Krucza — Szpitalna — pl. Powstańców Warszawy — Mazowiecka — Traugutta) — Piękna — Myśliwiecka — Łazienkowska — ŁAZIENKOWSKA | Відкриття нової лінії через ul. Kruczą |
| 18.04.1956                                     | 53                                             | DW. GDAŃSKI — Bonifraterska — Miodowa — Krakowskie Przedmieście — Traugutta — Kredytowa — Jasna — Zgoda — Krucza (поворот: Krucza — Szpitalna — pl. Powstańców Warszawy – Mazowiecka – Traugutta) — Piękna — Myśliwiecka — Łazienkowska — Czerniakowska — CHEŁMSKA | Продовження лінії до району Sielc |
| 30.07.1956                                     | 53                                             | DW. GDAŃSKI — Bonifraterska — Miodowa — Krakowskie Przedmieście — Traugutta — Kredytowa — Jasna — Zgoda — Krucza (поворот: Krucza — Szpitalna — pl. Powstańców Warszawy — Mazowiecka — Traugutta) — Piękna — Myśliwiecka — Łazienkowska — Czerniakowska — PODCHORĄŻYCH | Лінію скорочено через реконструкцію трамвайної лінії до Wilanowa |
| 9.02.1958                                      | 53                                             | DW. GDAŃSKI — Bonifraterska — Miodowa — Krakowskie Przedmieście — Traugutta — Kredytowa — Jasna — Zgoda — Krucza (поворот: Krucza — Szpitalna — pl. Powstańców Warszawy — Mazowiecka — Traugutta) — Piękna — Myśliwiecka — Łazienkowska — Czerniakowska — CHEŁMSKA | Відновлення старої траси лінії |
| 01.08.1964                                     | 53                                             | DW. GDAŃSKI — Bonifraterska — Miodowa — Krakowskie Przedmieście — Traugutta — Kredytowa — Jasna — Zgoda — Krucza (поворот: Krucza — Szpitalna — pl. Powstańców Warszawy — Mazowiecka — Traugutta) — Piękna — Myśliwiecka — Łazienkowska — Czerniakowska — CHEŁMSKA | Запровадження безкондукторського обслуговування |
| 12.04.1970                                     | 53                                             | FRANCISZKAŃSKA — Bonifraterska — Miodowa (поворот: Miodowa — Świętojerska — Nowiniarska — FRANCISZKAŃSKA) — Krakowskie Przedmieście — Traugutta — Kredytowa — Jasna — Zgoda — Krucza (поворот: Krucz — Szpitalna — pl. Powstańców Warszawy — Mazowiecka — Traugutta) — Piękna — Myśliwiecka — Łazienkowska — Czerniakowska — CHEŁMSKA                                         | Скорочення лінії за рахунок реконструкції перехрестя ul. Bonifraterskiej i Muranowskiej |
| 11.06.1972                                     | 53                                             | | Ліквідація лінії. Лінію обслуговує автобусний маршрут № 179 |
| 05.03.1967                                     | 53 bis                                         | DW. GDAŃSKI — Bonifraterska — Miodowa — Krakowskie Przedmieście — Traugutta — Kredytowa — Jasna — Zgoda — Krucza (поворот: Krucza — Szpitalna — pl. Powstańców Warszawy — Mazowiecka — Traugutta) — Piękna — Myśliwiecka — ŁAZIENKOWSKA | Введення в експлуатацію лінії, замість лінії № 51 |
| 12.04.1970                                     | 53 bis                                         | FRANCISZKAŃSKA — Bonifraterska — Miodowa (поворот: Miodowa — Świętojerska — Nowiniarska – FRANCISZKAŃSKA) — Krakowskie Przedmieście — Traugutta — Kredytowa — Jasna — Zgoda — Krucza (поворот: Krucza — Szpitalna — pl. Powstańców Warszawy — Mazowiecka — Traugutta) — Piękna — Myśliwiecka — ŁAZIENKOWSKA                                                                   | Скорочення лінії за рахунок реконструкції перехрестя на ul. Bonifraterskiej i Muranowskiej |
| 11.06.1972                                     | 53 bis                                         | | Ліквідація лінії. Лінію обслуговує автобусний маршрут № 379 |
| 28.11.1948                                     | 54                                             | TRĘBACKA — pl. Piłsudskiego — pl. Małachowskiego — Kredytowa — Jasna — Zgoda — Bracka (поворот: Bracka — Szpitalna — pl. Powstańców Warszawy — Mazowiecka — Traugutta) — pl. Trzech Krzyży — al. Ujazdowskie — al. Szucha — PL. UNII LUBELSKIEJ (поворот: PL. UNII LUBELSKIEJ — Bagatela — Al. Ujazdowskie)                                                                   | Колишня лінія A |
| 22.07.1949                                     | 54                                             | MIODOWA — Krakowskie Przedmieście — Traugutta — Kredytowa — Jasna — Zgoda — Bracka (поворот: Bracka — Szpitalna — pl. Powstańców Warszawy — Mazowiecka — Traugutta) — pl. Trzech Krzyży — al. Ujazdowskie — al. Szucha — PL. UNII LUBELSKIEJ (поворот: PL. UNII LUBELSKIEJ — Bagatela — al. Ujazdowskie)                                                                      | Відкриття нової лінії біля skwerze Hoovera |
| 01.10.1950                                     | 54                                             | MIODOWA — Krakowskie Przedmieście — Traugutta — Kredytowa — Jasna — Zgoda — Krucza (поворот: Krucza — Szpitalna — pl. Powstańców Warszawy — Mazowiecka — Traugutta) — Piękna — Myśliwiecka — Łazienkowska — ŁAZIENKOWSKA | Відкриття нової лінії через вул. Круча, тимчасово відійшовши від пл. Unii Lubelskie |
| 08.10.1950                                     | 54                                             | MIODOWA — Krakowskie Przedmieście — Traugutta — Kredytowa — Jasna — Zgoda – Krucza (поворот: Krucza — Szpitalna — pl. Powstańców Warszawy — Mazowiecka — Traugutta) — Piękna — Koszykowa — PL. ZAWISZY | Зміна маршруту лінії через перевантаженість кільця на Łazienkowskiej |
| 26.10.1950                                     | 54                                             | MIODOWA — Krakowskie Przedmieście — Traugutta — Kredytowa — Jasna — Zgoda — Krucza (поворот: Krucza — Szpitalna — pl. Powstańców Warszawy — Mazowiecka — Traugutta) — Piękna — al. Ujazdowskie — al. Szucha — PL. UNII LUBELSKIEJ (поворот: PL. UNII LUBELSKIEJ — Bagatela — al. Ujazdowskie)                                                                                 | Відновлення руху лінією на pl. Unii Lubelskiej |
| 06.10.1964                                     | 54                                             | | Лівідація лінії. Ліквідація лінії біля церкву святої Анни |
| 02.10.1949                                     | 55                                             | ŁAZIENKOWSKA — Łazienkowska — Myśliwiecka — Piękna — Koszykowa — al. Niepodległości — Odyńca — KAZIMIERZOWSKA (поворот: KAZIMIERZOWSKA — Ursynowska — al. Niepodległości) | Відкриття нової лінії через al. Niepodległości |
| 20.06.1951                                     | 55                                             | ŁAZIENKOWSKA — Łazienkowska — Myśliwiecka — Piękna — Krucza — Wilcza — Poznańska — Piękna — Koszykowa — al. Niepodległości — Odyńca — KAZIMIERZOWSKA (поворот: KAZIMIERZOWSKA — Ursynowska — al. Niepodległości) | Об'їзд, пов'язаний з будівництвом MDM |
| 07.07.1952                                     | 55                                             | | Ліквідація лінії. Нова траса на ul. Koszykowej та Pięknej |
| 22.07.1952                                     | 55                                             | ŁAZIENKOWSKA — Łazienkowska — Myśliwiecka — Piękna — Koszykowa — al. Niepodległości — Odyńca — KAZIMIERZOWSKA (поворот: KAZIMIERZOWSKA — Ursynowska – al. Niepodległości) | Відкриття MDM. Нова траса через ul. Koszykowej i Pięknej |
| 01.08.1964                                     | 55                                             | ŁAZIENKOWSKA — Łazienkowska — Myśliwiecka — Piękna — Koszykowa — al. Niepodległości — Odyńca — KAZIMIERZOWSKA (поворот: KAZIMIERZOWSKA — Ursynowska — al. Niepodległości) | Запровадження безкондукторного обслуговування |
| 05.03.1967                                     | 55                                             | | Ліквідація лінії. Рухомий склад переведений на лінію № 52bis |
| 21.01.1952                                     | 56                                             | AL. JANA PAWŁA II/SIENNA — al. Jana Pawła II — Chałubińskiego — al. Niepodległości — Odyńca — KAZIMIERZOWSKA (поворот: KAZIMIERZOWSKA — Ursynowska — al. Niepodległości) | Відкриття лінії |
| 09.11.1952                                     | 56                                             | AL. JANA PAWŁA II / TWARDA — al. Jana Pawła II — Chałubińskiego — al. Niepodległości — Odyńca — KAZIMIERZOWSKA (поворот: KAZIMIERZOWSKA — Ursynowska — al. Niepodległości) | Продовження маршруту |
| 01.05.1955                                     | 56                                             | MIODOWA — Krakowskie Przedmieście — Traugutta — Kredytowa — Świętokrzyska (поворот: Świętokrzyska – Mazowiecka — Traugutta) — al. Jana Pawła II — Chałubińskiego — al. Niepodległości — Odyńca — KAZIMIERZOWSKA (поворот: KAZIMIERZOWSKA — Ursynowska — al. Niepodległości)                                                                                                   | Продовження лінії через ul. Świętokrzyską |
| 06.01.1964                                     | 56                                             | FRANCISZKAŃSKA — Bonifraterska — Miodowa (поворот: Miodowa — Świętojerska — Nowiniarska — FRANCISZKAŃSKA) — Krakowskie Przedmieście — Traugutta — Kredytowa — Świętokrzyska (поворот: Świętokrzyska — Mazowiecka — Traugutta) — al. Jana Pawła II — Chałubińskiego — al. Niepodległości — Odyńca — KAZIMIERZOWSKA (поворот: KAZIMIERZOWSKA — Ursynowska — al. Niepodległości) | Продовження лінії до районі Нового міста |
| 01.08.1964                                     | 56                                             | FRANCISZKAŃSKA — Bonifraterska — Miodowa (поворот: Miodowa — Świętojerska — Nowiniarska — FRANCISZKAŃSKA) — Krakowskie Przedmieście — Traugutta — Kredytowa — Świętokrzyska (поворот: Świętokrzyska — Mazowiecka — Traugutta) — al. Jana Pawła II — Chałubińskiego — al. Niepodległości — Odyńca — KAZIMIERZOWSKA (поворот: KAZIMIERZOWSKA — Ursynowska — al. Niepodległości) | Запровадження безкондукторного обслуговування |
| 01.08.1970                                     | 56                                             | | Ліквідація лінії. Лінію обслуговують автобуси № 171 та 371 |
| 20.06.1955                                     | 56 bis                                         | AL. JANA PAWŁA II / TWARDA — al. Jana Pawła II — Chałubińskiego — al. Niepodległości — Odyńca — KAZIMIERZOWSKA (powrót: KAZIMIERZOWSKA — Ursynowska — al. Niepodległości) | Запуск основної лінії № 56 на найбільш перевантажені ділянці, працював в «години пік» у будні |
| 11.05.1959                                     | 56 bis                                         | | Ліквідація лінії через низький пасадиропотік, курсував у «години пік» у будні |
| 06.01.1964                                     | 56 bis                                         | PL. MAŁACHOWSKIEGO — Kredytowa — Świętokrzyska (поворот: Świętokrzyska — Mazowiecka — PL. MAŁACHOWSKIEGO) — al. Jana Pawła II — Chałubińskiego — al. Niepodległości — Odyńca — KAZIMIERZOWSKA (поворот: KAZIMIERZOWSKA — Ursynowska — al. Niepodległości) | Курсував в «години пік» у будні, як допоміжна лінія № 56 |
| 25.04.1964                                     | 56 bis                                         | PL. MAŁACHOWSKIEGO — Kredytowa — Świętokrzyska (powrót: Świętokrzyska — Mazowiecka — PL. MAŁACHOWSKIEGO) — al. Jana Pawła II — Chałubińskiego — al. Niepodległości — Odyńca — KAZIMIERZOWSKA (поворот: KAZIMIERZOWSKA — Ursynowska — al. Niepodległości) | Курсував в «години пік» у будні. Працював без кондуктора — лише для власників службових карток та місячних квитків, після входу власник картки був зобов'язаний видалити уривок на своїй картці ручкою або олівцем |
| 11.05.1970                                     | 56 bis                                         | | Курсував в «години пік» у будні, через необхідність списання 11 тролейбусів. Лініюобслуговує автобусний маршрут № 171                                                                                              |
| 01.04.1956                                     | 52                                             | PL. ZAWISZY — Koszykowa — Piękna — Myśliwiecka — Łazienkowska — Czerniakowska — CHEŁMSKA | Відкриття лінії (нічний маршрут) |
| 30.07.1956                                     | 52                                             | PL. ZAWISZY — Koszykowa — Piękna — Myśliwiecka — Łazienkowska — Czerniakowska — PODCHORĄŻYCH | Лінію скорочено через реконструкцію трамвайної лінії до Віланова (нічний маршрут) |
| 09.12.1958                                     | 52                                             | PL. ZAWISZY — Koszykowa — Piękna — Myśliwiecka — Łazienkowska — Czerniakowska — CHEŁMSKA | Відновлення старої траси маршруту (нічний маршрут) |
| 28.12.1963                                     | 52                                             | | Ліквідація лінії. Лінію обслуговує автобусний маршрут № 612 |
| 24.11.1990                                     | 651                                            | trasa WILANOWSKA — Puławska – Iwiczna: Puławska — Piaseczno: Puławska — PIASECZNO SZKOLNA (поворот: PIASECZNO SZKOLNA — Chyliczkowska — Armii Krajowej — Puławska) | Відкриття нічної приміської лінії |
| 01.09.1995                                     | 651                                            | | Ліквідація лінії |

## Рухомий склад
У Варшаві у різні часи існування тролейбусної мережі експлуатувалися наступні тролейбуси:
| Роки експлуатації | Тип моделі                                              | Фото |
| ----------------- | ------------------------------------------------------- | ---- |
| 1945—1952         | ЯТБ-2                                                   |      |
| 1952—1963         | LOWA W602a LOWA W602                                    |      |
| 1947—1963         | Vetra VBR                                               |      |
| 1955—1973         | Škoda 8Tr                                               |      |
| 1962—1973         | Škoda 9Tr2 Škoda 9Tr4 Škoda 9Tr6 Škoda 9Tr9 Škoda 9Tr12 |      |
| 1962—1963         | Škoda/Vetra/ZTM                                         |      |
| 1983—1995         | Jelcz/KPNA PR110E                                       |      |
| 1991—1995         | Saurer 4TIILM                                           |      |
| 1983—1995         | ЗіУ-682УП ЗіУ-682В                                      |      |